# Jeff Austin
Jeff Austin (Rolling Hills, 5 luglio 1951) è un ex tennista statunitense.
Ha quattro fratelli: Tracy, due volte campionessa degli US Open, Pam, John e Doug, anch'essi ex tennisti.

## Carriera
In carriera ha vinto un titolo nel singolare e uno nel doppio, entrambi all'Aptos Open nel 1973. Nei tornei del Grande Slam ha ottenuto il suo miglior risultato raggiungendo il quarto turno nel doppio misto a Wimbledon nel 1972.

## Statistiche

### Singolare

#### Vittorie (1)
| Numero | Anno              | Torneo            | Superficie | Avversario in finale | Punteggio |
| 1.     | 16 settembre 1973 | Aptos Open, Aptos | Cemento    | Onny Parun           | 7-6, 6-4  |

### Doppio

#### Vittorie (1)
| Numero | Anno              | Torneo            | Superficie | Compagno    | Avversari in finale      | Punteggio |
| 1.     | 16 settembre 1973 | Aptos Open, Aptos | Cemento    | Fred McNair | Raymond Moore Onny Parun | 6-2, 6-1  |

#### Finali perse (1)
| Numero | Anno            | Torneo                        | Superficie | Compagno      | Avversari in finale               | Punteggio |
| 1.     | 9 febbraio 1975 | Little Rock Open, Little Rock | Sintetico  | Charles Owens | Marcelo Lara Barry Phillips-Moore | 4-6, 3-6  |